# Eleições legislativas portuguesas de 1985 no distrito de Lisboa
| Eleições legislativas portuguesas de 1985 Distritos: Aveiro \| Beja \| Braga \| Bragança \| Castelo Branco \| Coimbra \| Évora \| Faro \| Guarda \| Leiria \| Lisboa \| Portalegre \| Porto \| Santarém \| Setúbal \| Viana do Castelo \| Vila Real \| Viseu \| Açores \| Madeira \| Estrangeiro |

## Resultados por Concelho
Os resultados nos concelhos do Distrito de Lisboa foram os seguintes:

### Alenquer
| Partido                 | Partido                       | Votos  | %               | +/-   |
| ----------------------- | ----------------------------- | ------ | --------------- | ----- |
|                         | Partido Renovador Democrático | 5 151  | 23,97 / 100,00  | Novo  |
|                         | Partido Socialista            | 5 047  | 23,49 / 100,00  | 19,73 |
|                         | Aliança Povo Unido            | 4 922  | 22,90 / 100,00  | 4,65  |
|                         | Partido Social Democrata      | 4 108  | 19,12 / 100,00  | 3,00  |
|                         | Centro Democrático e Social   | 990    | 4,61 / 100,00   | 2,48  |
|                         | Outros                        | 642    | 2,99 / 100,00   |       |
| Votos Inválidos         | Votos Inválidos               | 630    | 2,94 / 100,00   | 0,43  |
| Total                   | Total                         | 21 490 | 100,00 / 100,00 |       |
| Eleitorado/Participação | Eleitorado/Participação       | 27 550 | 78,00 / 100,00  | 2,86  |

### Amadora
| Partido                 | Partido                       | Votos   | %               | +/-   |
| ----------------------- | ----------------------------- | ------- | --------------- | ----- |
|                         | Aliança Povo Unido            | 25 542  | 25,38 / 100,00  | 7,01  |
|                         | Partido Renovador Democrático | 23 664  | 23,51 / 100,00  | Novo  |
|                         | Partido Social Democrata      | 21 004  | 20,87 / 100,00  | 3,15  |
|                         | Partido Socialista            | 19 628  | 19,50 / 100,00  | 17,56 |
|                         | Centro Democrático e Social   | 5 707   | 5,67 / 100,00   | 2,09  |
|                         | União Democrática Popular     | 1 842   | 1,83 / 100,00   | -     |
|                         | Outros                        | 1 366   | 1,36 / 100,00   |       |
| Votos Inválidos         | Votos Inválidos               | 1 894   | 1,88 / 100,00   | 0,16  |
| Total                   | Total                         | 100 647 | 100,00 / 100,00 |       |
| Eleitorado/Participação | Eleitorado/Participação       | 128 410 | 78,38 / 100,00  | 2,62  |

### Arruda dos Vinhos
| Partido                 | Partido                       | Votos | %               | +/-   |
| ----------------------- | ----------------------------- | ----- | --------------- | ----- |
|                         | Partido Renovador Democrático | 1 441 | 28,27 / 100,00  | Novo  |
|                         | Partido Socialista            | 1 357 | 26,62 / 100,00  | 22,13 |
|                         | Partido Social Democrata      | 873   | 17,12 / 100,00  | 2,27  |
|                         | Aliança Povo Unido            | 858   | 16,83 / 100,00  | 4,64  |
|                         | Centro Democrático e Social   | 283   | 5,55 / 100,00   | 2,98  |
|                         | Outros                        | 134   | 2,63 / 100,00   |       |
| Votos Inválidos         | Votos Inválidos               | 152   | 2,98 / 100,00   | 0,03  |
| Total                   | Total                         | 5 098 | 100,00 / 100,00 |       |
| Eleitorado/Participação | Eleitorado/Participação       | 7 056 | 72,25 / 100,00  | 2,95  |

### Azambuja
| Partido                 | Partido                       | Votos  | %               | +/-   |
| ----------------------- | ----------------------------- | ------ | --------------- | ----- |
|                         | Aliança Povo Unido            | 3 062  | 25,49 / 100,00  | 6,38  |
|                         | Partido Renovador Democrático | 2 794  | 23,26 / 100,00  | Novo  |
|                         | Partido Socialista            | 2 585  | 21,52 / 100,00  | 19,86 |
|                         | Partido Social Democrata      | 2 215  | 18,44 / 100,00  | 3,37  |
|                         | União Democrática Popular     | 430    | 3,58 / 100,00   | -     |
|                         | Centro Democrático e Social   | 296    | 2,46 / 100,00   | 0,90  |
|                         | Outros                        | 234    | 1,95 / 100,00   |       |
| Votos Inválidos         | Votos Inválidos               | 398    | 3,32 / 100,00   | 0,45  |
| Total                   | Total                         | 12 014 | 100,00 / 100,00 |       |
| Eleitorado/Participação | Eleitorado/Participação       | 15 750 | 76,28 / 100,00  | 3,45  |

### Cadaval
| Partido                 | Partido                       | Votos  | %               | +/-   |
| ----------------------- | ----------------------------- | ------ | --------------- | ----- |
|                         | Partido Social Democrata      | 2 626  | 31,06 / 100,00  | 3,99  |
|                         | Partido Socialista            | 2 368  | 28,01 / 100,00  | 16,49 |
|                         | Partido Renovador Democrático | 1 488  | 17,60 / 100,00  | Novo  |
|                         | Centro Democrático e Social   | 785    | 9,28 / 100,00   | 3,16  |
|                         | Aliança Povo Unido            | 619    | 7,32 / 100,00   | 1,46  |
|                         | Outros                        | 252    | 2,98 / 100,00   |       |
| Votos Inválidos         | Votos Inválidos               | 317    | 3,75 / 100,00   | 0,01  |
| Total                   | Total                         | 8 455  | 100,00 / 100,00 |       |
| Eleitorado/Participação | Eleitorado/Participação       | 12 109 | 69,82 / 100,00  | 4,60  |

### Cascais
| Partido                 | Partido                       | Votos   | %               | +/-     |
| ----------------------- | ----------------------------- | ------- | --------------- | ------- |
|                         | Partido Social Democrata      | 27 992  | 31,00 / 100,00  | 4,77    |
|                         | Partido Renovador Democrático | 17 558  | 19,45 / 100,00  | Novo    |
|                         | Partido Socialista            | 15 931  | 17,65 / 100,00  | 13,62   |
|                         | Aliança Povo Unido            | 14 083  | 15,60 / 100,00  | 4,89    |
|                         | Centro Democrático e Social   | 10 291  | 11,40 / 100,00  | 5,30    |
|                         | União Democrática Popular     | 1 131   | 1,25 / 100,00   | -       |
|                         | Outros                        | 1 479   | 1,64 / 100,00   |         |
| Votos Inválidos         | Votos Inválidos               | 1 818   | 2,02 / 100,00   | Estável |
| Total                   | Total                         | 90 283  | 100,00 / 100,00 |         |
| Eleitorado/Participação | Eleitorado/Participação       | 115 772 | 77,98 / 100,00  | 2,66    |

### Lisboa
| Partido                 | Partido                       | Votos   | %               | +/-   |
| ----------------------- | ----------------------------- | ------- | --------------- | ----- |
|                         | Partido Social Democrata      | 146 328 | 28,32 / 100,00  | 4,63  |
|                         | Partido Renovador Democrático | 102 129 | 19,77 / 100,00  | Novo  |
|                         | Partido Socialista            | 97 961  | 18,96 / 100,00  | 14,90 |
|                         | Aliança Povo Unido            | 94 248  | 18,24 / 100,00  | 4,43  |
|                         | Centro Democrático e Social   | 49 545  | 9,59 / 100,00   | 4,68  |
|                         | União Democrática Popular     | 8 680   | 1,68 / 100,00   | -     |
|                         | Outros                        | 7 577   | 1,47 / 100,00   |       |
| Votos Inválidos         | Votos Inválidos               | 10 218  | 1,97 / 100,00   | 0,10  |
| Total                   | Total                         | 516 686 | 100,00 / 100,00 |       |
| Eleitorado/Participação | Eleitorado/Participação       | 677 373 | 76,28 / 100,00  | 3,96  |

### Loures
| Partido                 | Partido                       | Votos   | %               | +/-   |
| ----------------------- | ----------------------------- | ------- | --------------- | ----- |
|                         | Aliança Povo Unido            | 44 338  | 25,82 / 100,00  | 7,22  |
|                         | Partido Renovador Democrático | 38 526  | 22,44 / 100,00  | Novo  |
|                         | Partido Socialista            | 35 900  | 20,91 / 100,00  | 16,93 |
|                         | Partido Social Democrata      | 35 217  | 20,51 / 100,00  | 3,34  |
|                         | Centro Democrático e Social   | 9 090   | 5,29 / 100,00   | 1,85  |
|                         | União Democrática Popular     | 2 732   | 1,59 / 100,00   | -     |
|                         | Outros                        | 2 519   | 1,47 / 100,00   |       |
| Votos Inválidos         | Votos Inválidos               | 3 384   | 1,97 / 100,00   | 0,06  |
| Total                   | Total                         | 171 706 | 100,00 / 100,00 |       |
| Eleitorado/Participação | Eleitorado/Participação       | 214 660 | 79,99 / 100,00  | 2,14  |

### Lourinhã
| Partido                 | Partido                       | Votos  | %               | +/-   |
| ----------------------- | ----------------------------- | ------ | --------------- | ----- |
|                         | Partido Social Democrata      | 5 119  | 40,00 / 100,00  | 7,24  |
|                         | Partido Socialista            | 3 072  | 24,01 / 100,00  | 14,06 |
|                         | Partido Renovador Democrático | 1 905  | 14,89 / 100,00  | Novo  |
|                         | Centro Democrático e Social   | 1 363  | 10,65 / 100,00  | 6,65  |
|                         | Aliança Povo Unido            | 515    | 4,02 / 100,00   | 0,80  |
|                         | Partido da Democracia Cristã  | 171    | 1,34 / 100,00   | 0,16  |
|                         | Outros                        | 222    | 1,75 / 100,00   |       |
| Votos Inválidos         | Votos Inválidos               | 429    | 3,36 / 100,00   | 0,14  |
| Total                   | Total                         | 12 796 | 100,00 / 100,00 |       |
| Eleitorado/Participação | Eleitorado/Participação       | 16 841 | 75,98 / 100,00  | 1,90  |

### Mafra
| Partido                 | Partido                       | Votos  | %               | +/-   |
| ----------------------- | ----------------------------- | ------ | --------------- | ----- |
|                         | Partido Social Democrata      | 6 555  | 25,85 / 100,00  | 0,03  |
|                         | Partido Renovador Democrático | 6 507  | 25,67 / 100,00  | Novo  |
|                         | Partido Socialista            | 5 443  | 21,47 / 100,00  | 19,45 |
|                         | Aliança Povo Unido            | 2 897  | 11,43 / 100,00  | 3,12  |
|                         | Centro Democrático e Social   | 2 070  | 8,16 / 100,00   | 2,51  |
|                         | União Democrática Popular     | 309    | 1,22 / 100,00   | -     |
|                         | Partido da Democracia Cristã  | 253    | 1,00 / 100,00   | 0,31  |
|                         | Outros                        | 418    | 1,65 / 100,00   |       |
| Votos Inválidos         | Votos Inválidos               | 901    | 3,55 / 100,00   | 0,15  |
| Total                   | Total                         | 25 353 | 100,00 / 100,00 |       |
| Eleitorado/Participação | Eleitorado/Participação       | 34 203 | 74,13 / 100,00  | 2,49  |

### Oeiras
| Partido                 | Partido                       | Votos   | %               | +/-   |
| ----------------------- | ----------------------------- | ------- | --------------- | ----- |
|                         | Partido Social Democrata      | 25 872  | 28,77 / 100,00  | 5,51  |
|                         | Partido Renovador Democrático | 18 053  | 20,08 / 100,00  | Novo  |
|                         | Partido Socialista            | 16 890  | 18,78 / 100,00  | 15,43 |
|                         | Aliança Povo Unido            | 16 569  | 18,43 / 100,00  | 5,33  |
|                         | Centro Democrático e Social   | 8 402   | 9,34 / 100,00   | 4,54  |
|                         | União Democrática Popular     | 1 444   | 1,61 / 100,00   | -     |
|                         | Outros                        | 1 201   | 1,33 / 100,00   |       |
| Votos Inválidos         | Votos Inválidos               | 1 488   | 1,66 / 100,00   | 0,02  |
| Total                   | Total                         | 89 919  | 100,00 / 100,00 |       |
| Eleitorado/Participação | Eleitorado/Participação       | 112 982 | 79,59 / 100,00  | 2,99  |

### Sintra
| Partido                 | Partido                       | Votos   | %               | +/-   |
| ----------------------- | ----------------------------- | ------- | --------------- | ----- |
|                         | Partido Renovador Democrático | 32 872  | 24,22 / 100,00  | Novo  |
|                         | Partido Social Democrata      | 31 079  | 22,89 / 100,00  | 2,21  |
|                         | Partido Socialista            | 27 564  | 20,31 / 100,00  | 17,88 |
|                         | Aliança Povo Unido            | 26 345  | 19,41 / 100,00  | 6,06  |
|                         | Centro Democrático e Social   | 10 078  | 7,42 / 100,00   | 2,35  |
|                         | União Democrática Popular     | 2 659   | 1,96 / 100,00   | -     |
|                         | Outros                        | 2 234   | 1,64 / 100,00   |       |
| Votos Inválidos         | Votos Inválidos               | 2 917   | 2,14 / 100,00   | 0,03  |
| Total                   | Total                         | 135 748 | 100,00 / 100,00 |       |
| Eleitorado/Participação | Eleitorado/Participação       | 171 745 | 79,04 / 100,00  | 2,11  |

### Sobral de Monte Agraço
| Partido                 | Partido                           | Votos | %               | +/-   |
| ----------------------- | --------------------------------- | ----- | --------------- | ----- |
|                         | Aliança Povo Unido                | 1 588 | 34,32 / 100,00  | 6,64  |
|                         | Partido Renovador Democrático     | 936   | 20,23 / 100,00  | Novo  |
|                         | Partido Socialista                | 829   | 17,92 / 100,00  | 14,08 |
|                         | Partido Social Democrata          | 772   | 16,68 / 100,00  | 0,74  |
|                         | Centro Democrático e Social       | 166   | 3,59 / 100,00   | 0,65  |
|                         | Partido Socialista Revolucionário | 57    | 1,23 / 100,00   | -     |
|                         | União Democrática Popular         | 47    | 1,02 / 100,00   | -     |
|                         | Outros                            | 54    | 1,17 / 100,00   |       |
| Votos Inválidos         | Votos Inválidos                   | 178   | 3,84 / 100,00   | 0,61  |
| Total                   | Total                             | 4 627 | 100,00 / 100,00 |       |
| Eleitorado/Participação | Eleitorado/Participação           | 6 323 | 73,18 / 100,00  | 3,04  |

### Torres Vedras
| Partido                 | Partido                       | Votos  | %               | +/-   |
| ----------------------- | ----------------------------- | ------ | --------------- | ----- |
|                         | Partido Social Democrata      | 10 915 | 28,64 / 100,00  | 1,55  |
|                         | Partido Renovador Democrático | 9 338  | 24,50 / 100,00  | Novo  |
|                         | Partido Socialista            | 7 650  | 20,07 / 100,00  | 19,01 |
|                         | Aliança Povo Unido            | 5 702  | 14,96 / 100,00  | 3,86  |
|                         | Centro Democrático e Social   | 2 217  | 5,82 / 100,00   | 2,65  |
|                         | Outros                        | 1 164  | 3,06 / 100,00   |       |
| Votos Inválidos         | Votos Inválidos               | 1 129  | 2,97 / 100,00   | 0,02  |
| Total                   | Total                         | 38 115 | 100,00 / 100,00 |       |
| Eleitorado/Participação | Eleitorado/Participação       | 51 596 | 73,87 / 100,00  | 2,82  |

### Vila Franca de Xira
| Partido                 | Partido                       | Votos  | %               | +/-   |
| ----------------------- | ----------------------------- | ------ | --------------- | ----- |
|                         | Aliança Povo Unido            | 17 408 | 31,76 / 100,00  | 6,29  |
|                         | Partido Socialista            | 12 699 | 23,17 / 100,00  | 14,30 |
|                         | Partido Renovador Democrático | 11 126 | 20,30 / 100,00  | Novo  |
|                         | Partido Social Democrata      | 8 623  | 15,73 / 100,00  | 2,15  |
|                         | Centro Democrático e Social   | 2 309  | 4,21 / 100,00   | 1,73  |
|                         | União Democrática Popular     | 777    | 1,42 / 100,00   | -     |
|                         | Outros                        | 795    | 1,46 / 100,00   |       |
| Votos Inválidos         | Votos Inválidos               | 1 076  | 1,96 / 100,00   | 0,21  |
| Total                   | Total                         | 54 813 | 100,00 / 100,00 |       |
| Eleitorado/Participação | Eleitorado/Participação       | 67 824 | 80,82 / 100,00  | 2,20  |